# サンドボード

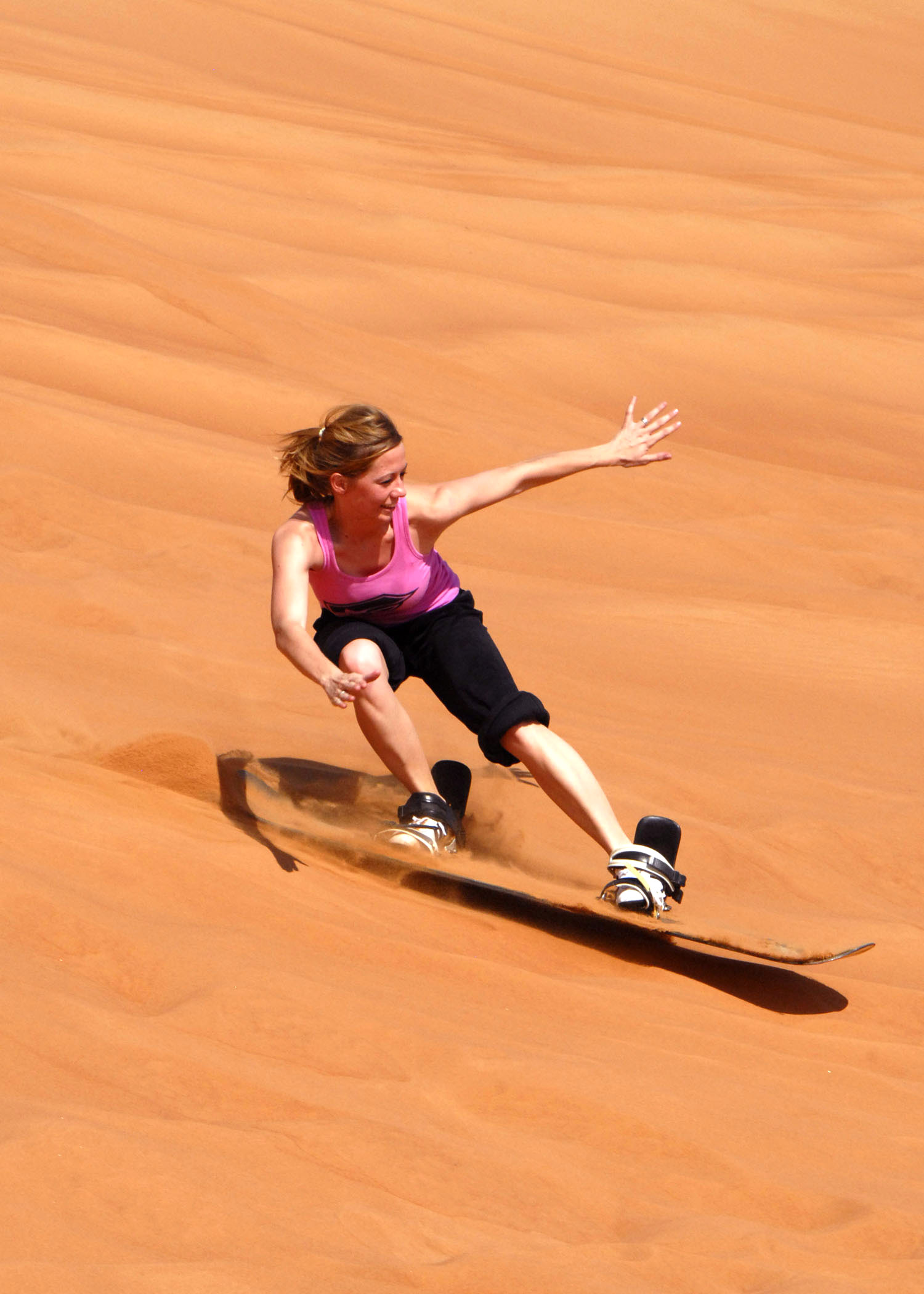
サンドボードをする女性。UAEのドバイにて。

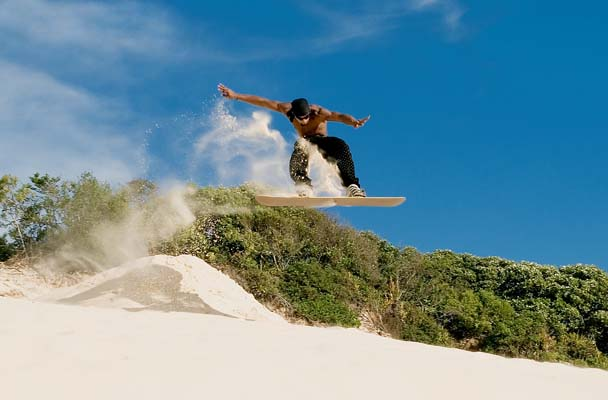
サンドボードの選手が行ったジャンプ。ブラジルのフォルタレザ砂丘にて。

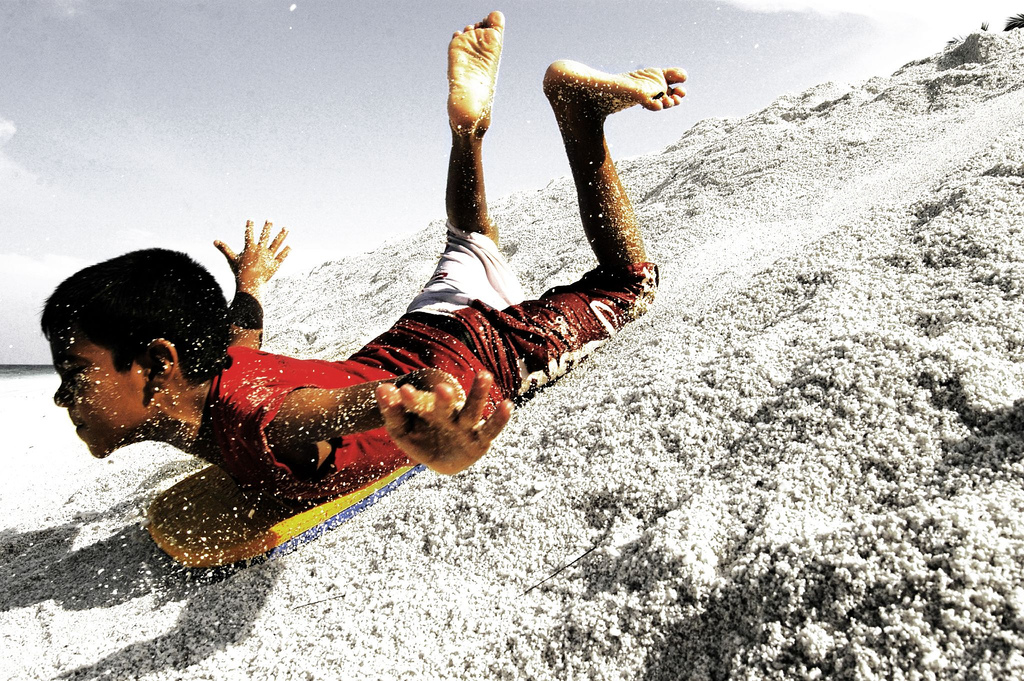
サンドボードをする少年。モルディブのフヴァンムラにて。

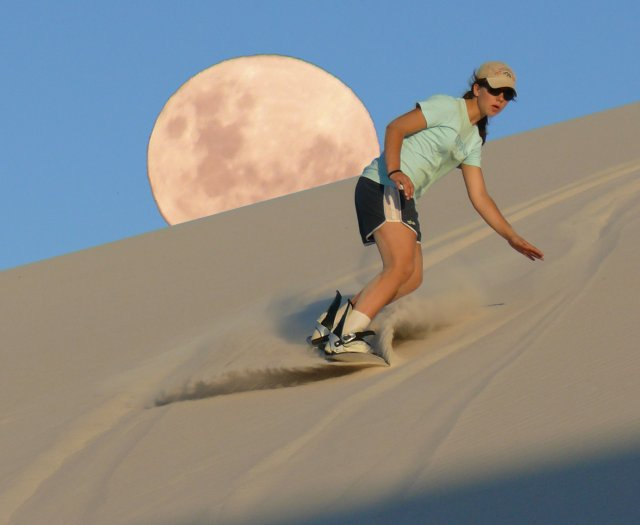
サンドボードをする女性。南アフリカのアトランティス砂丘にて。

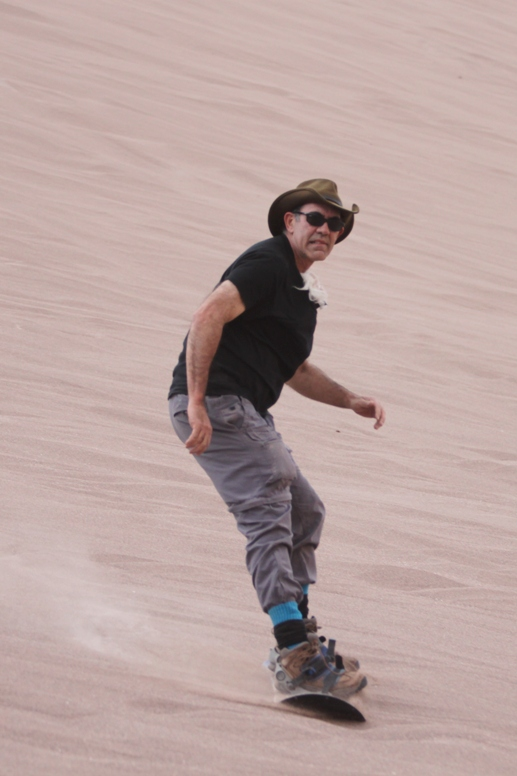
サンドボードをする男性。チリのサンペドロ・デ・アタカマにて。

サンドボード （英:Sandboarding）とは、板の上に乗って砂丘や砂山の斜面を滑り降りる、スノーボードによく似たオーストラリア生まれのスポーツ。
人が乗る板もスノーボードに似ていて長さ1.0-1.5mほど、両足をベルト固定するが、立ち姿勢を取らないならバインディング（ビンディング）は必要ない。サンドボードは、座った状態または腹ばいや仰向けで実践することもできる。一般的にサンドボードに含まれるが、そりやサーフボード、スケートボードの上板、スノーボードを（代用として）使うことも可能である。
サンドボードは世界中に愛好家がいるが、砂漠地域や浜辺に砂丘がある沿岸地域で最も流行している。スノーボードに比べると人気は低いが、その理由の一端として、機械化されたスキーリフトを砂丘の上に建設するのが非常に困難なため、参加者は砂丘の上に戻るために歩かなければならない、またはデューンバギーか全地形対応車に乗る必要があることが挙げられる。その一方で、季節的なスキー場とは対照的に、砂丘は普通なら一年中使うことができる。

## 用具
サンドボードのベース（板）はスノーボードよりはるかに硬く、このスポーツのために作られた特殊基本素材を使って、現在は大半がフォーマイカかラミネックス（laminex） から作られている。砂を滑るため、走る前にボードの底は通常パラフィンベースのサンドボードワックスを用いたワックス掛けがよく行われる。その後、ボードの底は軽く（砂やすりで）磨いたような外見になるが、「レースベース（Race Base）」を使うと磨くのも滑らかで光沢も出やすい。大半のサンドボードは堅い木の合板でできているが、「フルサイズ」のサンドボードは木材、ガラス繊維、プラスチック複合材（木材・プラスチック複合材を参照）からなる。しかしながら、たまにスノーボードのベースは急勾配の砂丘で動き出してしまうことがある。

## 世界各地

### イスラエルでのサンドボード
ラマットネゲブ 地区のアシャリムから遠くない、ネゲヴ砂漠でのドロールバミッダー（Drorbamidbar）がイスラエルでサンドボードをする場所になっている。

### オーストラリアでのサンドボード
南オーストラリア州にあるカンガルー島のリトルサハラは、およそ2平方キロメートルに及ぶ大砂丘である。最も高い砂丘は海抜約70メートルになる。
西オーストラリア州にあるカルバリから約30km南のラッキーベイ(Lucky Bay)が、もうひとつのサンドボードの活発な地域である。この地域ではサンドボードのツアーも提供されている。
シドニーから2.3時間北に行ったストックトンバイト砂丘（Stockton Bight Sand Dunes）は、幅1キロ、長さ32キロメートル、面積は4200ヘクタール超にも及ぶ大砂丘である。巨大な砂丘は高さ40メートルに達する。ネルソンベイ（Nelson Bay）の中心部からほんの数分の場所にあり、オーストラリア最大の砂丘である。

### アフリカでのサンドボード
エジプトでサンドボードする場所には、エジプト西方砂漠（リビア砂漠）にあるシワ・オアシス付近のグレート・サンド・シー（Great Sand Sea）、カイロから1.5時間車移動するカッターニャ砂丘（Qattaniya,القطانية）、シナイ半島にあるダハブとセントカタリナの中間地点にあるエル・サフラ（El Safra,الصفراء）砂丘とハドゥダー（Hadudah,هدودة）砂丘などがある。
ナミビアはボードの代わりにスキーを使って、サンドボードに類似したサンドスキーを行う特徴が見られる。ほとんどのサンドスキーは、ナミブ砂漠にあるスワコプムント周辺やウォルビスベイ周辺の砂丘にて行われる。特別の許可を得て、時にはソッサスブレイにある世界最高峰の砂丘でサンドスキーをすることも可能である。ナミビアに約10年間住んでいるドイツ人のHenrik Mayは、2010年6月6日にサンドスキーの速さギネス世界記録を打ち立てた。彼は92.12km/hの速度に達した。
1974年頃にスワコプムントに乗り込んだDerek Bredenkampのような数名の先駆者に続いて、1994年に南アフリカの商業事業者が観光客に向けたサンドボードを提供し始めた。2000年にサンドボードの南アフリカ競技連盟が設立された。2002年から2004年の間、南アフリカサンドボード連盟はスワコプムントとウォルビスベイの間にあるマッターホルン砂丘（Matterhorn Dune）で競技大会を開催した。競技種目には、デュアル・スラローム、ボーダー・クロス、ビッグエアなどがあった。2005年と2006年にはAlter Action（1996年に設立されたナミビアのサンドボード団体） がマッターホルンでサンドボード競技大会を開催したが、この競技大会はもはや同時期の南アフリカサンドボード連盟の一部として組織運営されたものではなかった。連盟が崩壊して、その後の2007年にケープタウン周辺とハウテン州でサンドボードの催しが毎週行われて、再びこのスポーツは復活した。

### アメリカ合衆国でのサンドボード
米国のフローレンス (オレゴン州)にあるサンドマスターパーク（Sand Master Park）は、民営で整備した16万平方メートルの砂丘と終日のプロショップ（専門用具店）がある、サンドボードの公園である。デューンライダーズインターナショナル（Dune Riders International、拠点がフローレンスにある）は、世界規模のサンドボード競技大会のための運営組織であり、サンドマスターパークでは各シーズン3回の大会イベントを認可している。
アラモーサ（コロラド州）近郊にあるグレートサンドデューンズ国立公園では、北米最高峰の砂丘と呼ばれるものの上でサンドボードを実施している。植物生息領域から離れた砂丘地帯は、どこでもサンドボートとスキーが許可されている 。

### 南米でのサンドボード
ペルーはイカ県に大きな砂丘があることで知られており、その幾つかは2kmに達する。イカ県にあるドゥナ・グランデは世界最大の砂丘である。コパ・サンドボーディング・ペルー（Copa Sandboarding Perú、ペルーのサンドボードカップ戦）は2009年より毎年パラカス近郊で開催されている。首都リマの近郊にも大きな砂丘がある。
チリでは国の北部全域でサンドボードが行われ、コピアポのメダノソ砂丘（Medanoso、ダカールラリーが開催される）、カルデラのプエルトヴィージョ海岸（Puerto Viejo）、イキケの素晴らしい砂丘、ビニャ・デル・マール近郊などが含まれる。

### 中米でのサンドボード
ニカラグアには、中米で最も若い火山のセロ・ネグロがある。急斜面と火山砂があるため、サンドボードでこの活火山を下ることが可能である。 

### 欧州でのサンドボード

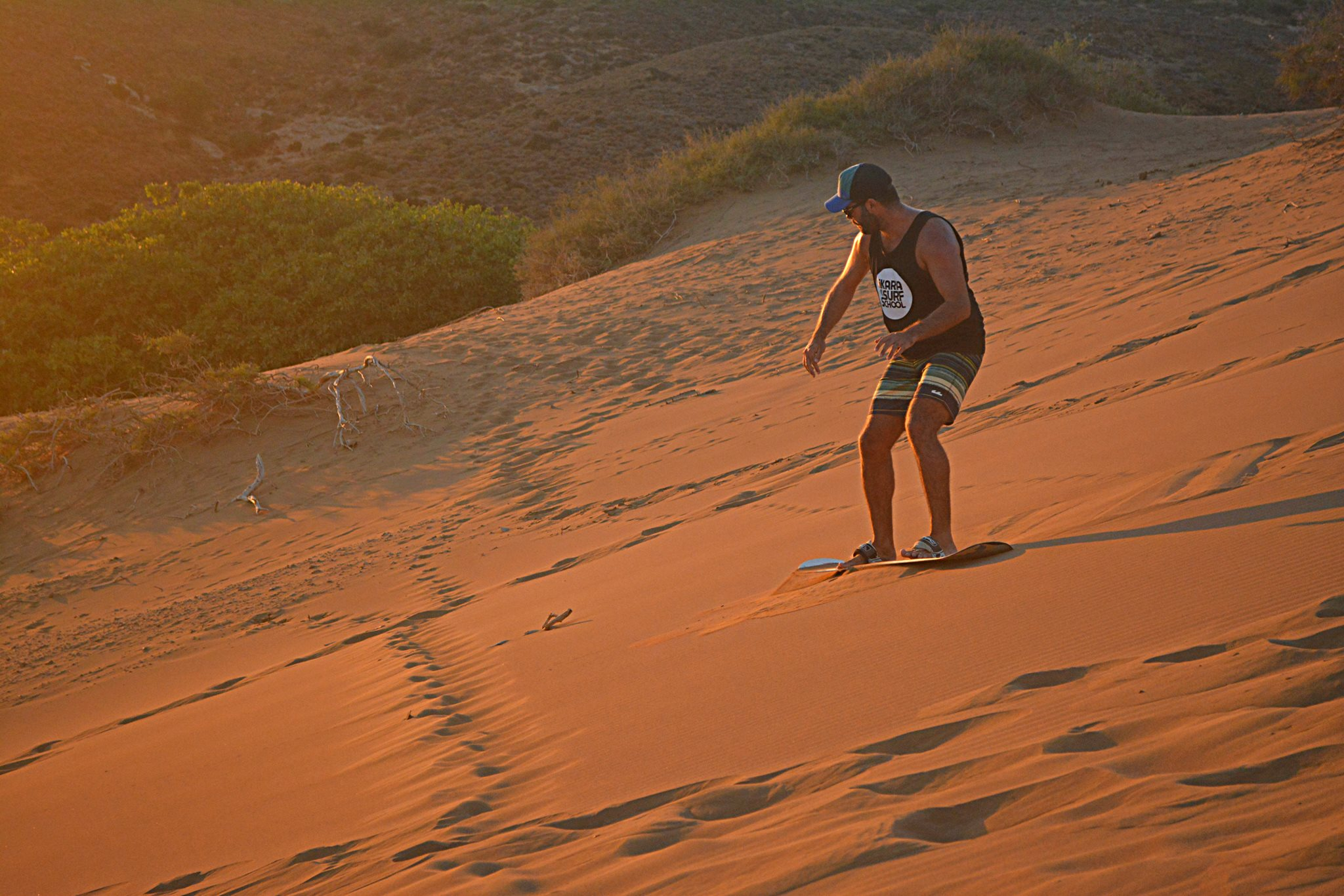
サンドボードをする男性。ギリシャにて。

ドイツのヒルシャウに、だいぶ小さな砂山モンテカオリノがある。頂上120mへのリフトが設置されており、年一回のサンドボード世界大会の開催地でもある。
アモチネス（Amothines）は、ギリシャのリムノス島にあるカタラッコス村（Katalakkos）から5キロメートル離れた小さな砂漠である。そこには多くの砂丘があり、人々はそこでサンドボードを実践することができる。 
イギリスの北東部に、人々がサンドボードできるシートン・スルースという小さな砂浜がある。イギリスは冬に寒く夏に涼しい寒冷な気候ではあるが、そり滑りをするための十分な雪が無いので、ここはそり滑りをするための良い代替場所となっている。

### 日本でのサンドボード
日本では、鳥取県にある鳥取砂丘がサンドボードを楽しめる場所として最も知られている。全日本サンドボード選手権大会も、鳥取砂丘にて実施されている。

## 大会
- サンドボード世界選手権大会（Sandboarding World Championship、SWC）SWCは、現在ヨーロッパで最大の砂丘場所である、ドイツのヒルシャウにあるモンテカオリノで年1回開催される。ライダー（乗り手）は高さ91m超の砂丘をボードで下って、丘の底にある着水地点に乗り入れることができる。世界で唯一のサンドリフトがある。種目にはスラローム（スノーボードのパラレル大回転と同種）、フリースタイル（フリースタイルスノーボードに類似）、サンドボードクロス（スノーボードクロスを参照）が含まれる。
- サンドマスタージャム（Sand Master Jam）-フローレンス (オレゴン州)にあるサンドマスターパークで年1回行われるサンドボード大会。この大会は晩春または初夏に行なわれる。サンドマスタージャムは1996年から開催されている。
- パンアメリカン・サンドボートチャレンジ（Pan-American Sandboarding Challenge）- この大会は7月に、ブラジルのセアラー州アキラス（英語版）にあるプライーニャビーチ（Prainha Beach）で行われる。フリースタイルとジャンプ種目で競い合いたいアマチュア選手とプロ選手に特化している。
- サンドスポーツスーパーショー（Sand Sports Super Show） -サンドボードを含む全てのサンドスポーツのための年1回の野外イベント。この3日間のイベントは、コスタメサ (カリフォルニア州)にて9月にオレンジ郡のカウンティフェア（郡区が主催する大規模な夏祭り）で開催される。